# کارل چیلینگیریان
کارل چیلینگیریان (ارمنی: Կարլ Չիլինգիրյան؛ انگلیسی: Carl Tchilinghiryan؛ ۲۷ فوریهٔ ۱۹۱۰ – ۸ مه ۱۹۸۷) کارآفرین ارمنی‌تبار اهل آلمان بود.

## زندگی‌نامه
وی در ۲۷ فوریه ۱۹۱۰ در به دنیا آمد . وی در ۸ مهٔ ۱۹۸۷ در سن ۷۷ سالگی در هامبورگ درگذشت

## نگارخانه

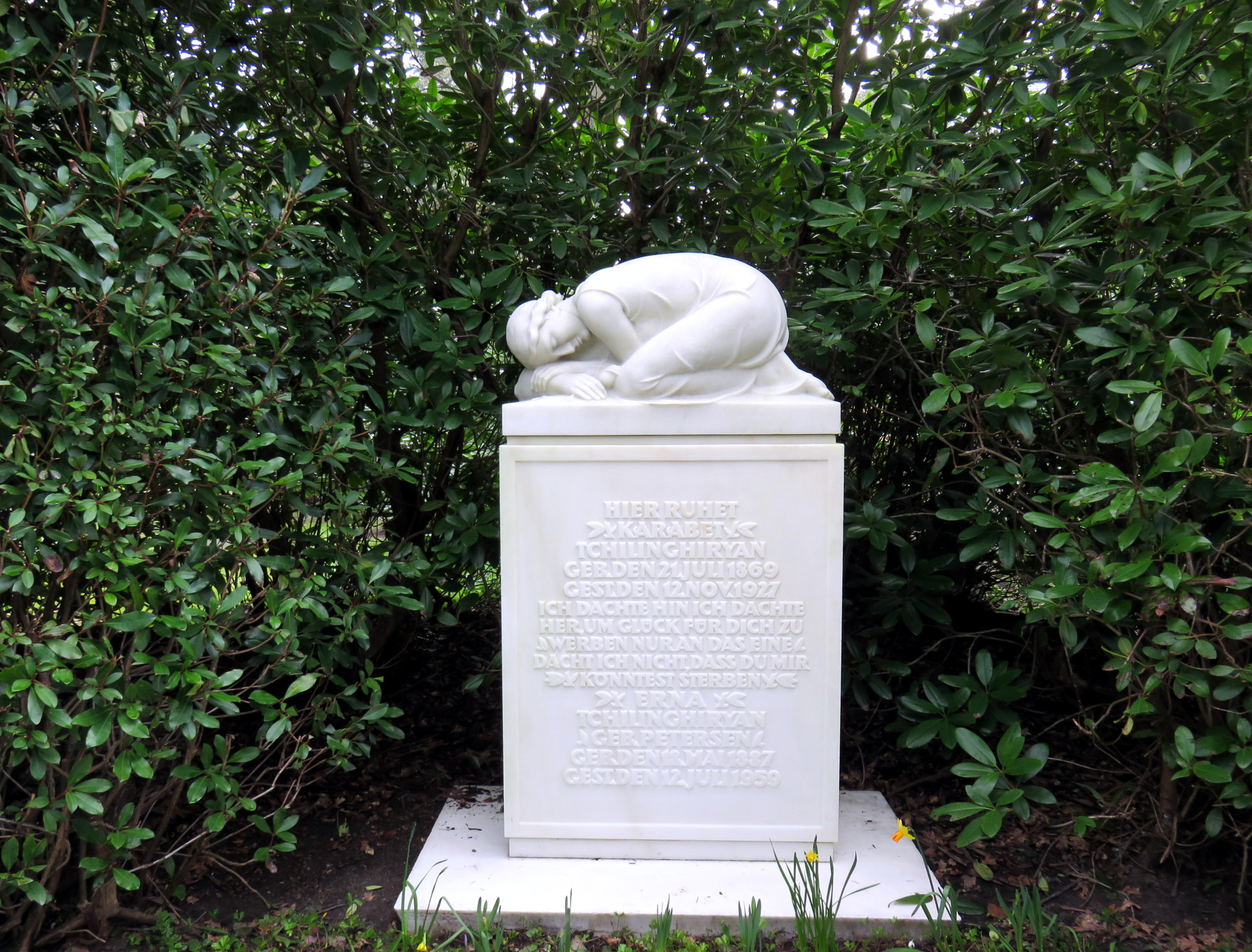